# Conjecture de Dickson
En théorie des nombres, la conjecture de Dickson est une conjecture émise par Leonard Eugene Dickson, selon laquelle pour un ensemble fini de k suites arithmétiques {\displaystyle (a_{1}+nb_{1})_{n\in \mathbb {N} }},{\displaystyle (a_{2}+nb_{2})_{n\in \mathbb {N} }},...,  {\displaystyle (a_{k}+nb_{k})_{n\in \mathbb {N} }} avec bi ≥ 1, il existe une infinité d'entiers positifs n pour lesquels les nombres correspondants sont tous premiers, excepté s'il existe une condition de congruence qui empêche cela (Ribenboim 1996, 6.I). Le cas k=1 est le théorème de Dirichlet.
Deux cas particuliers sont des conjectures célèbres et non résolues : l'existence d'une infinité de nombres premiers jumeaux (n et n+2 sont premiers), et d'une infinité de nombres premiers de Sophie Germain (n et 2n+1 sont premiers).
La conjecture de Dickson a été par la suite généralisée par l'hypothèse H de Schinzel.